# Jayne Wisener
Jayne Wisener (Ballymoney, 19 maggio 1987) è un'attrice e cantante britannica. 
Interpreta Johanna Barker nel musical thriller Sweeney Todd - Il diabolico barbiere di Fleet Street.

## Biografia
È cresciuta in Coleraine, Irlanda del Nord, dove ha studiato alla High School di Coleraine per le ragazze. Dopo la laurea, ha continuato alla Royal Scottish Academy of Music and Drama. Nel 2005, ha rappresentato Antrim nel concorso di bellezza Rose of Tralee, dove competono ragazze provenienti da comunità irlandesi di tutto il mondo Wisener inoltre ha avuto una parte nel Musical Theatre 4 Youth.
Poco prima della gioventù, Jayne ha lavorato in una pizzeria locale denominata Pizza Pomodoro.
Mentre recitava nella West Side Story al Millennium Forum a Derry, Wisener fu notata da un talent scout, che le propose un'audizione per un ruolo in Sweeney Todd. Wisener, di 19 anni, venne però ritenuta troppo vecchia per interpretare la parte della quindicenne Johanna; quando le dissero questo, Wisener “inviò loro via email alcune sue immagini senza trucco.„ Wisener ha fatto il suo debutto nella UK premiere of the musical Parade al Donmar Warehouse theatre nel 2007.

## Filmografia
- Sweeney Todd - Il diabolico barbiere di Fleet Street (Sweeney Todd - The Demon Barber of Fleet Street), regia di Tim Burton (2007)
- Minder - serie TV, episodio 11x04 (2009)
- The Inbetweeners - serie TV, episodio 2x01 (2009)
- Boogeyman 3, regia di Gary Jones (2009)
- Casualty - serie TV, episodi 25x01, 25x02, 25x03, 25x06, 25x07 (2010)
- Vexed - serie TV, episodio 1x03 (2010)
- Jane Eyre, regia di Cary Fukunaga (2011)
- Injustice - serie TV, 4 episodi (2011)
- Misfits - serie TV, episodio 3x07 (2011)
- The Runaway - serie TV, 1 episodio (2011)
- Life Just Is, regia di Alex Barrett (2012)
- Nick Nickleby - serie TV, episodi 1x01, 1x02, 1x03, 1x04, 1x05 (2012)